# Schnellboot
Schnellboot, förkortat S-Boot och av de allierade kallade E-boat (för ”Enemy boat”), var en typ av torpedbåt som användes av Kriegsmarine och andra av axelmakternas flottor från tidigt 1930-tal till slutet på andra världskriget. Flera länder fortsatte att använda fartygen efter krigsslutet och de sista togs ur tjänst 1965. År 2015 fanns bara en Schnellboot bevarad i sjödugligt skick (S130).

## Utveckling
Utvecklingen av S-båtar påbörjades direkt efter första världskrigets slut eftersom Versaillesfördraget begränsade antalet större krigsfartyg som Tyskland tilläts ha. Det tyska varvet Lürssen experimenterade med olika typer av skrov lämpliga att användas i Östersjön och Nordsjön. År 1928 bestämde man sig för att använda skrovet från motoryachten Oheka II. Skrovet var deplacerande snarare än planande vilket begränsade toppfarten men gav dem överlägsen sjövärdighet. Båten var byggd av trä på metallspant och hade två mindre roder på sidorna som kunde vinklas utåt i hög fart för att lyfta aktern och minska både vågmotståndet och aktersvallet (Lürssen-effekten). År 1929 fick Lürssen i uppdrag att bygga en militär variant av båten beväpnad med två torpedtuber. Den båten togs i tjänst året efter som S1. S-båtarna utvecklades och förfinades efter hand med bland annat större skrov, kraftigare motorer, bärigare förskepp, väderskydd och pansarskydd för kommandobryggan och tyngre defensiv beväpning.

## Användning

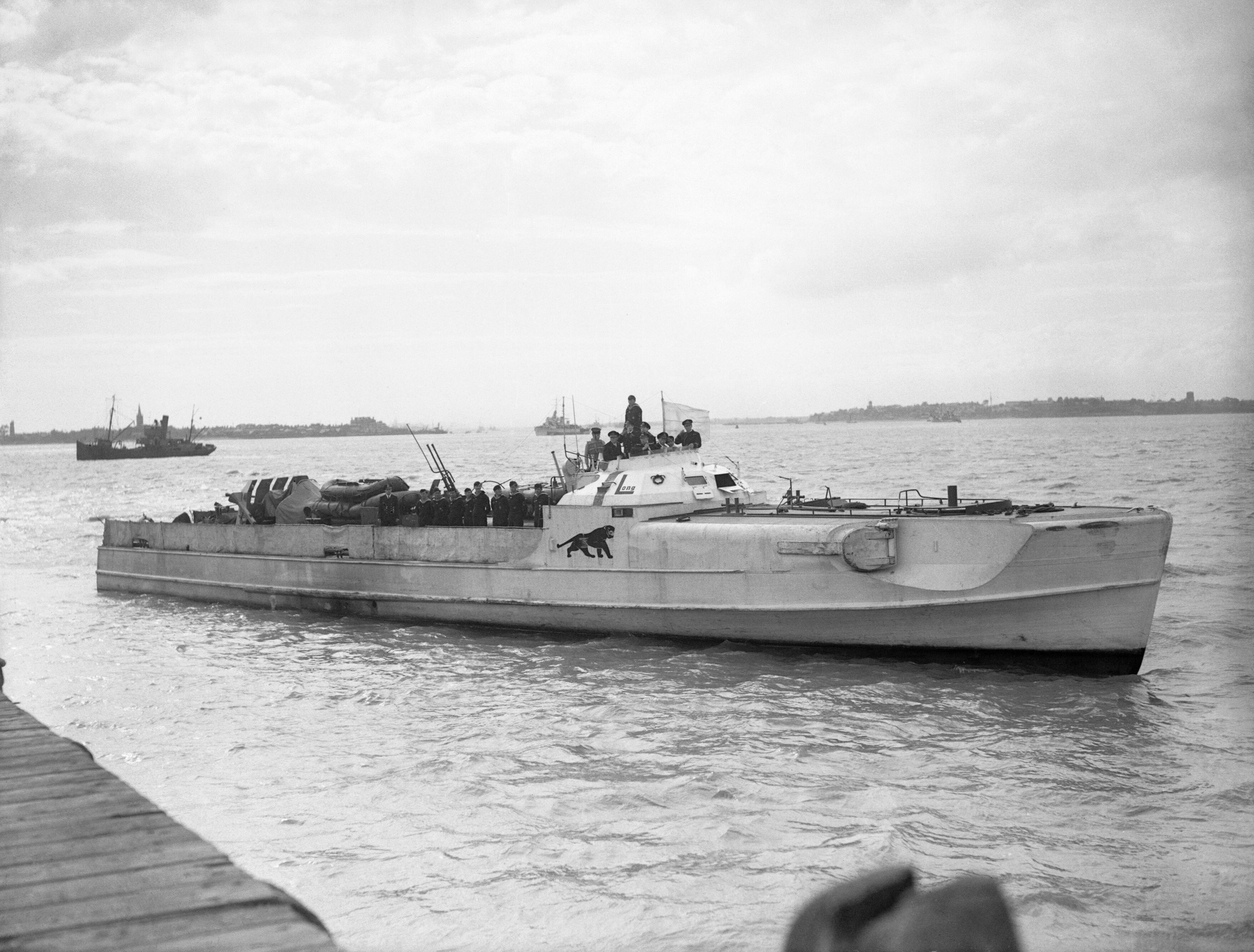
S204 kapitulerar i Felixstowe den 13 maj 1945. Notera den vita flaggan på kommandobryggan.

Första gången S-båtar användes i strid var under spanska inbördeskriget. Sex båtar såldes till spanska nationalistflottan och två av dem, Requeté och Falange, lyckades 13 maj 1937 skada den brittiska jagaren HMS Hunter i ett minfält utanför Almería. S-båtar användes även i Svarta havet av Rumäniens flotta och i Medelhavet av Italiens flotta och Kriegsmarine. S-båtarna blev snart kända som farliga motståndare. Deras låga profil gjorde dem svåra att upptäcka vilket gjorde att de kunde avfyra sina torpeder på relativt kort avstånd. Det första fartyg som sänktes av S-båtar var jagaren HMS Wakeful som sänktes 29 maj 1940 under operation Dynamo. Den 13 augusti 1942 sänkte två italienska S-båtar den brittiska kryssaren HMS Manchester vid Pantelleria under operation Pedestal. Det var det största fartyg som sänktes av torpedbåtar under andra världskriget. I april 1944 anföll nio tyska S-båtar en allierad landstigningsstyrka i Lyme Bay under Exercise Tiger (generalrepetitionen inför Landstigningen i Normandie) och sänkte två stycken LST:er och skadade ytterligare två. 684 amerikanska soldater dödades i attacken.
Vid krigsslutet hade ungefär hälften av alla S-båtar sänkts eller förstörts. De kvarvarande fördelades mellan Royal Navy, Danmarks flotta, Norges marinförsvar och det nybildade Bundesmarine. De brittiska båtarna användes under operation Jungle för att landsätta agenter i Polen och Baltikum, en operation som även Sverige var involverad i. Operationen röjdes av the Cambridge four och avbröts 1955 efter svåra förluster.

## Beväpning

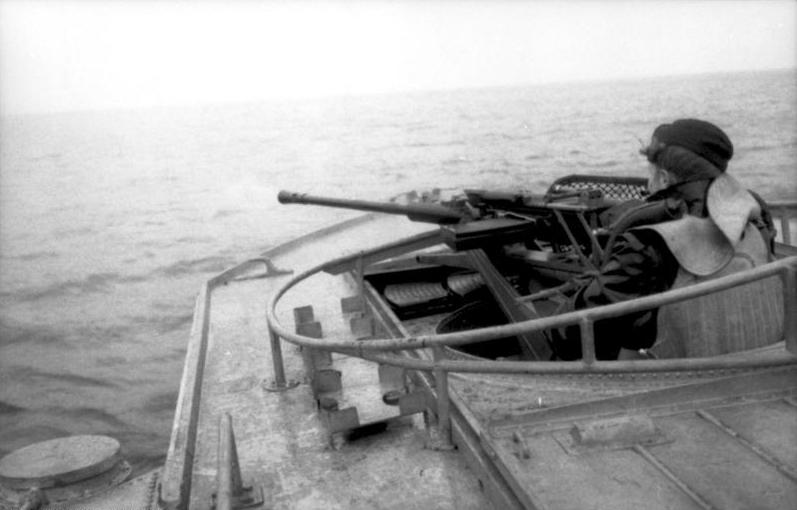
Den förliga 20 mm automatkanonen.

Huvudvapnet för S-båtarna var torpeder. Båtarna hade två framåtriktade torpedtuber i fören och möjlighet att bära med sig ytterligare två torpeder för omladdning. De första båtarna (S1–S5) hade ursprungligen 500 mm tuber, men de byttes ut mot ”standardiserade” 533 mm tuber 1933. De sista båtarna (S701 och uppåt) hade ytterligare två bakåtriktade torpedtuber i aktern.
För självförsvar hade båtarna även automatkanoner. Ursprungligen en 20 mm Rheinmetall C/30 på akterdäck, men det blev snabbt uppenbart att den var otillräcklig. Därför byttes den efter hand ut mot antingen en dubbelmonterad C/30 eller en 40 mm FlaK 28. S38 var det första fartyget som även fick en 20 mm C/30 mellan torpedtuberna på fördäck, något som även infördes i efterhand på S30–S37. När S100 byggdes hade den en ytterligare plattform för en dubbelmonterad 20 mm C/30 midskepps. På den aktre vapenplattformen installerades antingen en kvadrupel 20 mm FlakVierling 38, en 37 mm FlaK 43 eller en 40 mm FlaK 28. En lösning som även infördes på en del äldre S-båtar med 34-meters skrov (S38–S53). Det gav en betydligt bättre eldkraft, men 37 och 40 mm kanonernas begränsade eldhastighet och 20 mm kanonernas lätta projektiler och korta räckvidd gjorde att beväpningen ändå inte var idealisk. På den sista serien S-båtar byttes därför alla kanoner ut mot dubbelmonterade 30 mm automatkanoner, antagligen MK 101.

## Varianter

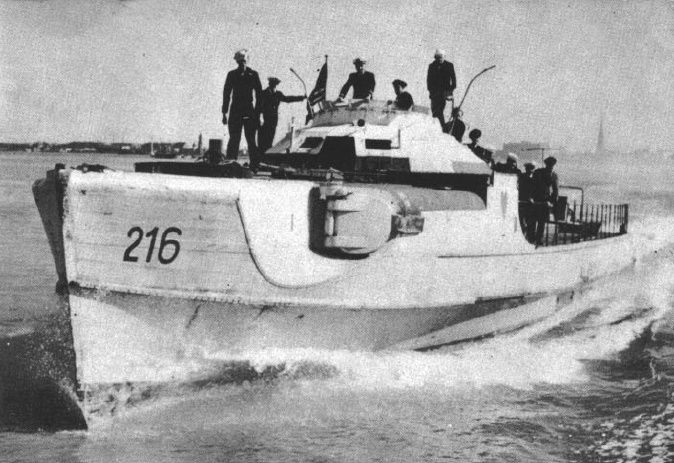
S216 på floden Weser efter krigsslutet. Fartyget tillhörde då USA:s flotta fram till 1947 då den fördes över till danska Søværnet där hon tjänstgjorde under namnet Havørnen tills 1958 då hon skrotades.

- S1 – Första provfartyget med tre Daimler-Benz motorer och en Maybach hjälpmotor på mittenaxeln. (1930)
- S2–S5 – Något längre skrov och tre Maybach hjälpmotorer, en på varje propelleraxel. (1931)
- S6–S9 – Både längre och bredare skrov och MAN L7 dieselmotorer på 1 320 hk. (1933)
- S10–S13 – Daimler-Benz MB 502-motorer på 1 300 hk, i övrigt identiska med S6–S9. (1933)
- S14–S17 – Ytterligare förlängt skrov och kraftigare MAN L11 dieselmotorer på 2 050 hk. (1936)
- S18–S25 – Daimler-Benz MB 501-motorer på 2 000 hk, i övrigt identiska med S14–S17. (1938)
- S26–S29 – Nytt högre förskepp med inbyggda torpedtuber. (1940)
- S30–S37 – Samma skrov och motorer som S10–S13 men med det nya förskeppet från S26–S29. (1940)
- S38–S53 – Som S26–S29 fast med en andra 20 mm automatkanon i förskeppet.
- S54–S61 – Som S30–S37 fast med en bepansrad ”kalott” över kommandobryggan. (1941)
- S62–S67 – Identiska med S38–S53. (1943)
- S100–S218 – Automatkanon i förskeppet, kalott på kommandobryggan och en andra plattform för tyngre beväpning på akterdäck. (1943)
- S219–S500 – Som S100–S218 fast beväpnad med 30 mm automatkanoner, antagligen MK 101.
- S701–S800 – Som S219–S500 fast med ytterligare två bakåtriktade torpedtuber. (1944)